# Кроза
Кроза (італ. Crosa, п'єм. Cròsa) — колишній муніципалітет в Італії, у регіоні П'ємонт,  провінція Б'єлла. 1 січня 2016 року Крозу приєднано до муніципалітету Лессона.
Кроза розташована на відстані близько 540 км на північний захід від Рима, 75 км на північний схід від Турина, 14 км на схід від Б'єлли.
Населення — 332 особи (2014).

## Демографія
Населення за роками:

Станом на 31 грудня 2014 року в муніципалітеті офіційно проживали 34 іноземці з 9 країн, серед них 9 громадян країн Євросоюзу та 2 громадяни України.

## Сусідні муніципалітети
- Казапінта
- Коссато
- Лессона
- Строна